# Música profana
Música profana, mundana ou secular é, em oposição à música gospel (ou ainda à música sacra), a música destituída da temática religiosa. No mundo ocidental, começou a desenvolver-se no fim da Idade Média, por consequência do enfraquecimento do poder da Igreja Católica, que outrora influenciava todos os aspectos da vida medieval, incluindo a música.

## Idade Média
A música secular na Idade Média envolvia canções de temas amorosos, satíricos e dramáticos. Percussões, harpas e sopros eram, no início de sua história, os instrumentos mais usados, por serem fáceis de carregar por músicos viajantes. As técnicas nos instrumentos eram geralmente ensinadas via tradição oral.
A letra era, na época, o grande destaque da música secular, já que as letras eram feitas para que pessoas comuns pudessem cantar juntas (mais uma vez, em oposição à música sacra). A secularização da música somente cresceu a partir daí, durante a Idade Moderna e a Idade Contemporânea. Muitos cantores de música secular também se dedicam a serem também cantores de música de igreja.

## Contemporaneidade
Atualmente com a popularização da música, e o melhor entendimento e até grande utilização desta arte como meio de evangelização, a Igreja Católica não designa mais o termo "Música Secular" às composições de origem profanas ou hereges como a mesma era vista por volta dos séculos XVIII e XIX.
Nas definições atuais que colaboram para a continuação da História da Música, o termo música secular refere-se a qualquer tipo de composição musical que não tenha cunho religioso. Às que são voltadas para religião recebem a categoria de Música Gospel. O termo Gospel vem do seu significado em inglês "evangelho", portanto refere-se tanto as composições católicas como protestantes.
As denominações tradicionais do ramo protestante têm uma preferência maior (e quase exclusiva) pela música sacra, normalmente não aceitando que a secular (ou mesmo a gospel) tenha lugar em suas reuniões.
Algumas denominações protestantes (nomeadamente pentecostais) preferem adotar o termo música gospel para separar suas músicas das músicas católicas. Portanto, essa diferenciação só existe dentro dessas denominações. Vale também salientar que apesar do termo música secular ter sido desvinculado de práticas profanas, a maioria dessas denominações culturalmente ainda afirmam que qualquer tipo de música que não seja gospel, é secular, como advento disso é considerada "inadequada" para seus seguidores.[carece de fontes?]